# 幼圆体
幼圆体简称幼圆，是圆体的变体。由于圆体是黑体的变体，所以幼圆体也源自黑体。
幼圆体的主要特点是：
- 笔划更加细长，便于阅读。
- 拐弯处笔划处理尤为细腻。
- 在旧版本的幼圆体中，对旧字形的处理比较到位。

幼圆体
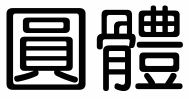
圆体